# 德爾亥 (密蘇里州)
德爾亥（英語：Delhi）是位於美國密蘇里州克勞福德縣的非建制地區。

## 歷史
德爾亥的郵局於1883年設立，其後於1905年停運。

## 地理
德爾亥所處的海拔為高於海平面288米（即945英呎），而該地所採用的時區為UTC-6，即北美中部時區（CST）。同時該地設有夏令時間，為UTC-6調快一小時，即UTC-5（CDT）。